# 天水桶

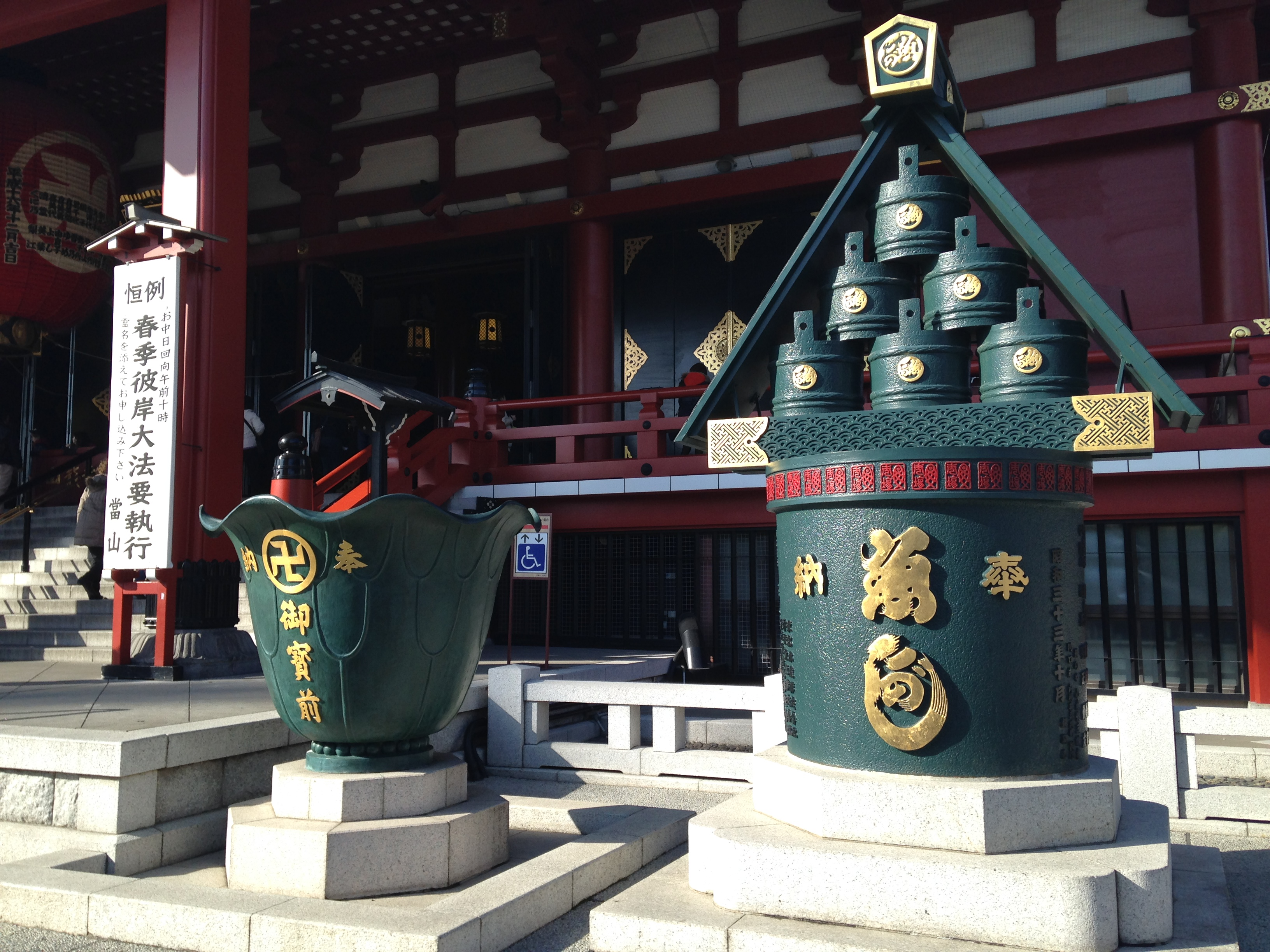
東京・浅草寺の天水桶

天水桶（てんすいおけ）とは、日本の伝統的な防火水槽である。雨水を貯めるための容器で、江戸時代には主に都市部の防火用水として利用された。

## 概要
天水とは天からの水であり、雨水を指す。これを貯める木製の桶であった事から天水桶と呼ばれる。
蓋がない開放構造にするとボウフラが沸き蚊の発生源になる場合が多い。水の出入り口を雨樋やタンクに取り付けた蛇口にするなど閉鎖構造にすることが望ましい。
なお、飲料用も含め雨水を貯めるための貯水設備は世界各地に存在する。水槽を参照。